# Gimel (album)
Gimel je třetí studiové album skupiny Masada Johna Zorna. Jeho nahrávání probíhalo v RPM Studios v New Yorku 20. února 1994 a v Power Station Studios 22. června téhož roku. Album vyšlo v roce 1995 pod značkou DIW Records.

## Seznam skladeb
Autorem všech skladeb je John Zorn.
| Pořadí         | Název          | Délka |
| -------------- | -------------- | ----- |
| 1.             | Ziphim         | 9:17  |
| 2.             | Abidan         | 6:48  |
| 3.             | Katzatz        | 2:24  |
| 4.             | Hazor          | 6:04  |
| 5.             | Netivot        | 3:38  |
| 6.             | Karaim         | 5:58  |
| 7.             | Hekhal         | 3:02  |
| 8.             | Sheloshim      | 8:15  |
| 9.             | Lebaoth        | 5:12  |
| 10.            | Tannaim        | 8:54  |
| Celková délka: | Celková délka: | 59:32 |

## Obsazení
- John Zorn – altsaxofon
- Dave Douglas – trubka
- Greg Cohen – kontrabas
- Joey Baron – bicí